# Loma Florida
Loma Florida är en ort i Mexiko.   Den ligger i kommunen Puente de Ixtla och delstaten Morelos, i den sydöstra delen av landet, 100 km söder om huvudstaden Mexico City. Loma Florida ligger 940 meter över havet och antalet invånare är 394.
Terrängen runt Loma Florida är platt åt nordväst, men åt sydost är den kuperad. Runt Loma Florida är det ganska tätbefolkat, med 214 invånare per kvadratkilometer. Närmaste större samhälle är Zacatepec, 13,2 km nordost om Loma Florida. Omgivningarna runt Loma Florida är en mosaik av jordbruksmark och naturlig växtlighet.